# Inka Bause
Inka Bause ou simplement INKA (* 21 novembre 1968 à Leipzig) 
est une chanteuse de schlager et une présentatrice de télévision allemande.

## Discographie

### Albums
- Inka, Amiga 1987
- Schritte, Amiga 1989
- Ich geh' durch die Nacht, Virgin 1991
- Ein Zug von irgendwo, Virgin 1992
- Sei Happy, BMG/White-Records 2002
- Inkas grasgrüner Tag, DA Music 2006
- Meine Songs 1985-2007, Sony BMG/Hansa-Amiga 2007

### Singles
- Schritte, Virgin 1990
- Aber Du, Virgin 1991
- Tränen siehst Du nicht, Virgin 1991
- Wenn Du gehst, Virgin 1992
- September, Virgin 1992
- Sag mir wo die Träume sind, Virgin 1992
- Blonde Hexen, G.I.B. München 1997
- Ich will nur Dich, DA Music 1998
- Florian, BMG/White-Records 2001
- Weil Du Geburtstag hast, BMG/White-Records 2001
- Sei happy, BMG/White-Records 2002
- Partytime, BMG/White-Records 2002 (nur als Promosingle erschienen)
- Mein Herz bleibt bei Dir, BMG/White-Records 2003 (nur als Promosingle erschienen)
- Sternstundenzeit, BMG/White-Records 2003 (nur als Promosingle erschienen)
- Millionenmal, DA Music 2006
- Ferner Mond, DA Music 2006
- Grasgrüner Tag, DA Music 2007 (nur als Promosingle erschienen)
- Sommerzeit, DA Music 2007
- Pommes im Park, DA Music 2007 (nur als Promosingle erschienen)

## Lien
- Site officiel